# 珀氏裸南極魚
珀氏裸南極魚，為輻鰭魚綱鱸形目南極魚亞目棘劫魚科的其中一種，分布於南冰洋的南喬治亞島海域，棲息深度65-80公尺，體長可達8.1公分，為底棲性魚類，屬肉食性，生活習性不明。

## 擴展閱讀
維基物種上的相關：珀氏裸南極魚